# P-64 CZAK
Die P-64 CZAK ist eine polnische Selbstladepistole, die zur Ausrüstung der Polizei und der Streitkräfte des Landes gehört.

## Geschichte
Die Entwicklung der Waffe begann in den 1950er-Jahren und hatte zum Ziel, das bis dahin eingesetzte russische Modell Tokarew TT-33 durch eine moderne Waffe aus einheimischer Produktion zu ersetzen. Die Bezeichnung der Waffe setzt sich zusammen aus den Nachnamen der an der Entwicklung beteiligten Offiziere:
- Witold Czepukajtis
- Romuald Zimny
- Henryk und Mieczysław Adamczyk
- Stanisław Kaczmarski

Die P-64 ist eine kompakte Pistole mit unverriegeltem Masseverschluss und feststehendem Lauf. Sie wurde 1965 bei den Polnischen Streitkräften eingeführt und erwies sich als sicher und zuverlässig. Bald jedoch wurde die Magazinkapazität als zu gering eingestuft; der Double Action-Abzug war zudem recht hart. Obwohl als eigenständige Konstruktion verwirklicht, ist eine Verwandtschaft mit der Walther PPK nicht zu übersehen. Der Aufbau und die Abmessungen sind ähnlich, ein Entspannhebel und ein Ladeanzeiger sind ebenfalls vorhanden. Im geladenen Zustand deutet ein hervorstehender Stift an, dass sich eine Patrone im Lager befindet.
Beim Militär wurde die Pistole bereits ausgemustert, ist aber noch im Einsatz bei der Polizei Polens zu finden.